# Hugo Fink
Hugo Fink (* 30. August 1910 in Karlsruhe; † 5. Juni 1986 in Augsburg) war ein deutscher Volkswirt und Politiker der CSU.

## Leben
Nach Besuch eines humanistischen Gymnasiums studierte er Philosophie, Staats- und Wirtschaftswissenschaften an den Universitäten Heidelberg und Freiburg. Im Anschluss war er in der Privatwirtschaft und in der öffentlichen Verwaltung tätig. Ab 1945 stand er im Dienst der bayerischen Wirtschaftsverwaltung und wurde 1949 zum Oberregierungsrat ernannt. 1952 wurde er durch den Augsburger Stadtrat zum berufsmäßigen Stadtrat gewählt und war über 14 Jahre Leiter des Kultur- und Wirtschaftsreferates der Stadt. Bei der Landtagswahl im November 1954 zog er als Abgeordneter in den Bayerischen Landtag ein. Dort war er von November 1961 bis 1966 Vorsitzender des Haushaltsausschusses. Nach der Landtagswahl 1966 holte ihn Ministerpräsident Alfons Goppel als Staatssekretär in das von Bruno Merk geführte Innenministerium. Als Vorsitzender der Beratergruppe des Ministerpräsidenten leistete er maßgebliche Vorarbeiten für die umfassenden Verwaltungsreformen in Bayern der 1960er und 1970er Jahre. Im Zuge der Umbildung nach der Landtagswahl 1970 schied er aus dem Kabinett aus, zur Landtagswahl 1974 auch aus dem Parlament.
Fink war seit 1929 Mitglied der katholischen Studentenverbindung KDStV Arminia Heidelberg. 1959 wurde er von Kardinal-Großmeister Nicola Canali zum Ritter des Ritterordens vom Heiligen Grab zu Jerusalem ernannt und am 5. Dezember 1959 im Kölner Dom durch Lorenz Kardinal Jaeger, Großprior des Ordens, investiert.

## Ehrungen
- 1963: Bayerischer Verdienstorden
- 1967: Verdienstkreuz 1. Klasse der Bundesrepublik Deutschland
- 1969: Großes Verdienstkreuz der Bundesrepublik Deutschland
- 1974: Ehrensenator der Universität Augsburg
„in Würdigung seiner Verdienste um die Gründung der Universität, deren Kuratorium er angehörte“